# ルシア・ライカ
ルシア・ライカ（Lucia Rijker、1967年12月6日 - ）は、オランダアムステルダム出身、アメリカ合衆国ロサンゼルス在住の女子キックボクサー・プロボクサーで映画女優。のちに映画女優に専念している。キックボクシングの戦績が37勝(25KO)0敗、ボクシングの戦績が17勝(14KO)0敗と2つのプロ競技を通じて無敗を誇り、女子最強の格闘家、世界で最も危険な女性と評された。その圧倒的な強さから「ダッチ・デストロイヤー（オランダの破壊者）」「レディ・タイソン」など数々の異名を持つ。トレーナーはフレディー・ローチ。

## 人物
4ヶ国語が話すことが出来る。仏教徒。
オランダで活躍していた時期、その強さと美貌で絶大なる人気を誇った。また美声の持ち主でもあり、格闘技関係者には歌が上手であることが知られている。

## 来歴
オランダでオランダ人の母親とスリナム人の父親との間に生まれる。6歳の時に柔道を始める。

### キックボクサーとして
「ヨハン・ボス・ジム」に所属し、1980年代後半〜1990年代前半にはキックボクシングで活躍。WKA世界フライ級王者に就く。
1993年12月19日、両国国技館でのK-2 GRAND PRIX'93で行われたK-1ルール2分3ラウンド・スペシャルマッチで正道会館所属として出場したテコンドー全日本選手権王者岡本依子と対戦し、2ラウンド38秒右ローキックでTKO勝ち。
女子では全く相手にならないため、1994年10月にニュージーランドでタイ人男子相手にエキシビションマッチを行ったが、これには敗れている。

### ボクサーとして
1996年、37戦37勝(25KO)0敗の実績を引っさげて渡米し、国際式ボクシングに転向。巧みなコンビネーションとフットワーク、抜群の強打で連勝を重ねていく。
1997年11月20日、ロサンゼルスにてWIBF世界スーパーライト級タイトルマッチでジャネット・ウィッテをTKOで下し王座獲得。
1998年9月25日、コネチカット州にてマルセラ・アクーニャを下し、IBO世界女子ジュニアウェルター級初代王座を獲得。
IFBA世界フェザー級・IBO女子スーパーウェルター級の王座を次々と獲得。
1999年8月28日、3回TKOで勝利するが、念願のビッグマッチであるクリスティ・マーチン戦が実現しないことで、一旦ボクシングから引退し女優としての活動を始める（後述）。
2002年2月16日、約2年半ぶりにボクシング復帰、4回TKOで勝利を飾る。
2004年5月、IFBA世界ウェルター級王者のサンシャイン・フェットケザーを倒し、4階級制覇を果たした。この試合が最後の試合となっており事実上の引退試合となった。
2005年7月30日にクリスティ・マーチンとのビッグマッチが予定されていたが7月20日にライカがトレーニング中にアキレス腱を断裂、試合は中止となった。
引退試合としてレイラ・アリとの一戦を希望していたが、アリが結婚により引退したためこれも実現せず。2009年1月、正式に引退を表明。
最強と言われながらも、ビッグマネーを稼ぎ出す人気者のマーチンやアリに比べ、日陰者の役を負わされていたことで世間的な知名度は決して高くはなかった。そこで知名度やビッグマネーを求めてマーティンやアリとのビッグファイトを望むが、両者に断られ実現はしなかった。特に戦わざるライバル・マーチンとの対戦話は幾度となく持ち上がり、その機運が高まった時期もあった。

### 女優として
最初の引退後より女優として活躍し、1999年に自身を題材にしたドキュメンタリー映画『Shadow Boxers』が公開された。
2002年公開のハリウッド映画『ローラーボール』に本人役として出演。
2004年、映画『ミリオンダラー・ベイビー』に、ヒロインの対戦相手、世界チャンピオン役として出演。作品内でのボクシング技術監修も務める。
2005年、テレビシリーズ『Lの世界』に、ボクシングコーチ役として出演（第2シーズン、エピソード13他）。
2009年公開の『スタートレック』にも出演。

### 指導者として
現役時代のトレーナーであったフレディ・ローチの下で指導者に転身。2012年には後のUFC王者ロンダ・ラウジーに打撃を指導した。

## 獲得タイトル
マイナー団体も含めれば、プロボクシングで4階級制覇を達成している。
- WIBF世界スーパーライト級
- IBO女子世界ジュニアウェルター級（のちのスーパーライト級）
- IFBA世界フェザー級
- IBO女子世界スーパーウェルター級
- IFBA世界ウェルター級